# 奧蘭治 (麻薩諸塞州)
奧蘭治（英語：Orange）是一個位於美國麻薩諸塞州富蘭克林縣的鎮。

## 人口
根據2020年美國人口普查的數據，奧蘭治的面積為93.30平方千米，當中陸地面積為90.90平方千米，而水域面積為2.40平方千米。當地共有人口7569人，而人口密度為每平方千米81人。